# Euphyia approximata
Euphyia approximata là một loài bướm đêm trong họ Geometridae.